# Pia Sundstedt
Pia Ann-Katrine Sundstedt (Kokkola, 2 mei 1975) is een Fins wielrenner en mountainbiker. Ze rijdt voor de Duitse ploeg Craft Rocky Mountain.
Sundstedt kwam uit voor Finland bij de wegwedstrijd tijdens de Olympische Zomerspelen 2012 in Londen. Hier finishte ze als twintigste. Ze deed ook mee aan de individuele tijdrit, en maakte haar olympisch debuut in 2000, toen ze als 21ste eindigde in de individuele wegwedstrijd.

## Erelijst
1994
- Fins kampioen mountainbike, cross country

1996
- Fins kampioen wegwedstrijd, Elite

1997
- Fins kampioen wegwedstrijd, Elite
- Fins kampioen tijdrit, Elite

1998
- 1e in 11e etappe Giro d'Italia Donne
- 5e in Eindklassement Giro d'Italia Donne

1999
- 1e in 10e etappe (A) Giro d'Italia Donne

2000
- 1e in WB-wedstrijd Montréal
- 1e in WB-wedstrijd Embrach
- 2e in Eindklassement UCI Road Women World Cup

2001
- Fins kampioen wegwedstrijd, Elite

2002
- Fins kampioen wegwedstrijd, Elite

2005
- Fins kampioen wegwedstrijd, Elite

2006
- Fins kampioen mountainbike, marathon
- Eindklassement Wereldbeker, marathon

2007
- Fins kampioen mountainbike, cross country
- Fins kampioen mountainbike, marathon

2008
- Fins kampioen mountainbike, cross country

2011
- Fins kampioen wegwedstrijd, Elite
- Fins kampioen tijdrit, Elite

2012
- 20e Olympische Spelen wegwedstrijd
- 11e Olympische Spelen tijdrit